# كيه دو لا غار (مترو باريس)
كيه دو لا غار (بالفرنسية: Quai de la Gare)‏ هي محطة مترو تابعة لمترو باريس تقع في فرنسا في الدائرة الثالثة عشرة في باريس.[بحاجة لمصدر]